# San Juan la Ciénega
San Juan la Ciénega är en ort i Mexiko.   Den ligger i kommunen San Juan Cieneguilla och delstaten Oaxaca, i den sydöstra delen av landet, 200 km sydost om huvudstaden Mexico City. San Juan la Ciénega ligger 1 407 meter över havet och antalet invånare är 602.
Terrängen runt San Juan la Ciénega är huvudsakligen kuperad, men den allra närmaste omgivningen är platt. Runt San Juan la Ciénega är det mycket glesbefolkat, med 4 invånare per kvadratkilometer. Närmaste större samhälle är Mariscala de Juárez, 14,8 km öster om San Juan la Ciénega. I omgivningarna runt San Juan la Ciénega växer huvudsakligen savannskog.